# Europese kampioenschappen veldrijden 2019 - Meisjes junioren
Het Europees kampioenschap veldrijden 2019 voor meisjes junioren werd gehouden op zondag 10 november in het Italiaanse Silvelle di Trebaseleghe. De Nederlandse Puck Pieterse won haar eerste titel bij de junioren.

## Uitslag
| Pos.          | Renster                 | Land                | Tijd     |
| ------------- | ----------------------- | ------------------- | -------- |
| Europese trui | Puck Pieterse           | Nederland           | 37'34"   |
| Zilver        | Olivia Onesti           | Frankrijk           | + 28"    |
| Brons         | Shirin van Anrooij      | Nederland           | + 44"    |
| 4             | Anna Flynn              | Verenigd Koninkrijk | + 55"    |
| 5             | Millie Couzens          | Verenigd Koninkrijk | + 1'08"  |
| 6             | Line Burquier           | Frankrijk           | + 1'44"  |
| 7             | Sofie van Rooijen       | Nederland           | + 2'34"  |
| 8             | Isa Nomden              | Nederland           | + 3'12"  |
| 9             | Aneta Novotná           | Tsjechië            | + 4'02"  |
| 10            | Clea Seidel             | Duitsland           | + 4'20"  |
| 11            | Josie Nelson            | Verenigd Koninkrijk | + 4'38"  |
| 12            | Alice Papo              | Italië              | + 4'43"  |
| 13            | Giada Borghesi          | Italië              | + 4'43"  |
| 14            | Senne Knaven            | Nederland           | + 4'46"  |
| 15            | Nicole Göldi            | Zwitserland         | + 4'58"  |
| 16            | Julie De Wilde          | België              | + 5'18"  |
| 17            | Ilse Pluimers           | Nederland           | + 5'27"  |
| 18            | Carlotta Borello        | Italië              | + 6'03"  |
| 19            | Letizia Brufani         | Italië              | + 6'14"  |
| 20            | Lucia Bramati           | Italië              | + 6'37"  |
| 21            | Daria Fomina            | Rusland             | + 7'02"  |
| 22            | Nicole Pesse            | Italië              | + 7'31"  |
| 23            | Karolína Bedrníková     | Tsjechië            | + 7'33"  |
| 24            | Julie Brouwers          | België              | + 7'47"  |
| 25            | Elisa Rumac             | Italië              | + 8'08"  |
| 26            | Roisin Lally            | Ierland             | + 8'10"  |
| 27            | Sterre Vervloet         | België              | + 8'28"  |
| 28            | Julie Roelandts         | België              | + 9'13"  |
| 29            | Kristýna Zemanová       | Tsjechië            | + 9'40"  |
| 30            | Tereza Kurnická         | Slowakije           | + 10'02" |
| 31            | María Parajón Fuentes   | Spanje              | + 11'24" |
| 32            | Sara Fiorin             | Italië              | + 11'47" |
| 33            | Darcey Harkness         | Ierland             | + 12'24" |
| 34            | Yana Mergasova          | Rusland             | + 14'11" |
| 35            | Georgiana Ileana Turlea | Roemenië            | -1 ronde |
| 36            | Diana Bogdanova         | Rusland             | -1 ronde |

| Pos. | Punten | Prijzengeld |
| ---- | ------ | ----------- |
| 1    | 30     | € 350       |
| 2    | 20     | € 200       |
| 3    | 15     | € 150       |
| 4    | 12     | -           |
| 5    | 10     | -           |
| 6    | 8      | -           |
| 7    | 6      | -           |
| 8    | 4      | -           |
| 9    | 2      | -           |
| 10   | 1      | -           |

## Reglementen

### Landenquota
Nationale federaties mochten het volgende aantal deelnemers inschrijven:
- 8 rijdsters + 4 reserve rijdsters

### Startvolgorde
De startvolgorde per categorie was als volgt:
1. Meest recente UCI ranking veldrijden
2. Niet gerangschikte rensters: per land in rotatie (o.b.v. het landenklassement van het laatste WK). De startvolgorde van niet gerangschikte rensters binnen een team werd bepaald door de nationale federatie.

## Selectiecriteria

### België
Om in aanmerking te komen voor een selectie voor het EK was de Sporttechnische Commissie (STC) van de KBWB (Belgian Cycling) gekomen tot volgende selectiecriteria:
- Minstens één van volgende wedstrijden volledig kunnen beëindigen (over dezelfde afstand van de winnares bij de Dames Elite): Meulebeke, Kruibeke, Boom

Opmerkingen:

a. Belgian Cycling behield zich het recht voor om in functie van de omstandigheden af te wijken van de selectiecriteria, mits gemotiveerde beslissing.

b. Naast de criteria zou er nog rekening gehouden worden met volgende factoren die doorslaggevend konden zijn voor de definitieve selectie:

00 • de fysieke, conditionele en medische toestand van de atleet

00 • de morele kwaliteiten en de fair-play van de atleet

c. Indien er meer atleten selecteerbaar waren dan het door de UEC toegekende quotum zou de selectie bepaald worden op basis van de behaalde resultaten in andere internationale competities in 2019.

e. De verantwoordelijke bondscoach maakte volledig onafhankelijk en in eer en geweten zijn selectie. Hij kon hierbij geen rekening houden met de vleugel waar hij op de loonlijst stond of het eventuele statuut van de ene of andere kandidaat.

f. De selectie werd ter goedkeuring voorgelegd aan de vergadering van de STC. In geval van betwisting was alleen het dagelijks bestuur van Belgian Cycling bevoegd. De selectie moest eveneens goedgekeurd worden door het dagelijks bestuur van Belgian Cycling.
| Selectienorm                        | # | Renster               | Uitrijden Meulebeke, Kruibeke, Boom |                   |
| ----------------------------------- | - | --------------------- | ----------------------------------- | ----------------- |
| Uitrijden Meulebeke, Kruibeke, Boom | 1 | Julie De Wilde        | Boom                                | Geselecteerd      |
| Uitrijden Meulebeke, Kruibeke, Boom | 2 | Julie Brouwers        | Meulebeke                           | Geselecteerd      |
| Uitrijden Meulebeke, Kruibeke, Boom | 3 | Sterre Vervloet       | Meulebeke                           | Geselecteerd      |
| Uitrijden Meulebeke, Kruibeke, Boom | - | Mirthe Van Den Brande | Meulebeke                           | Niet geselecteerd |
| Uitrijden Meulebeke, Kruibeke, Boom | - | Yenthe Van Lommel     | Meulebeke                           | Niet geselecteerd |
| Uitrijden Meulebeke, Kruibeke, Boom | - | Kiona Dhont           | Meulebeke                           | Niet geselecteerd |
| Aanwijsplaats KBWB                  | 4 | Julie Roelandts       | -                                   | Geselecteerd      |

2019 ·
2020 ·
2021 ·
2022